# Mechanitis extrema
Mechanitis extrema är en fjärilsart som beskrevs av Hoffmann 1940. Mechanitis extrema ingår i släktet Mechanitis och familjen praktfjärilar. Inga underarter finns listade i Catalogue of Life.